# Código de Endereçamento Postal

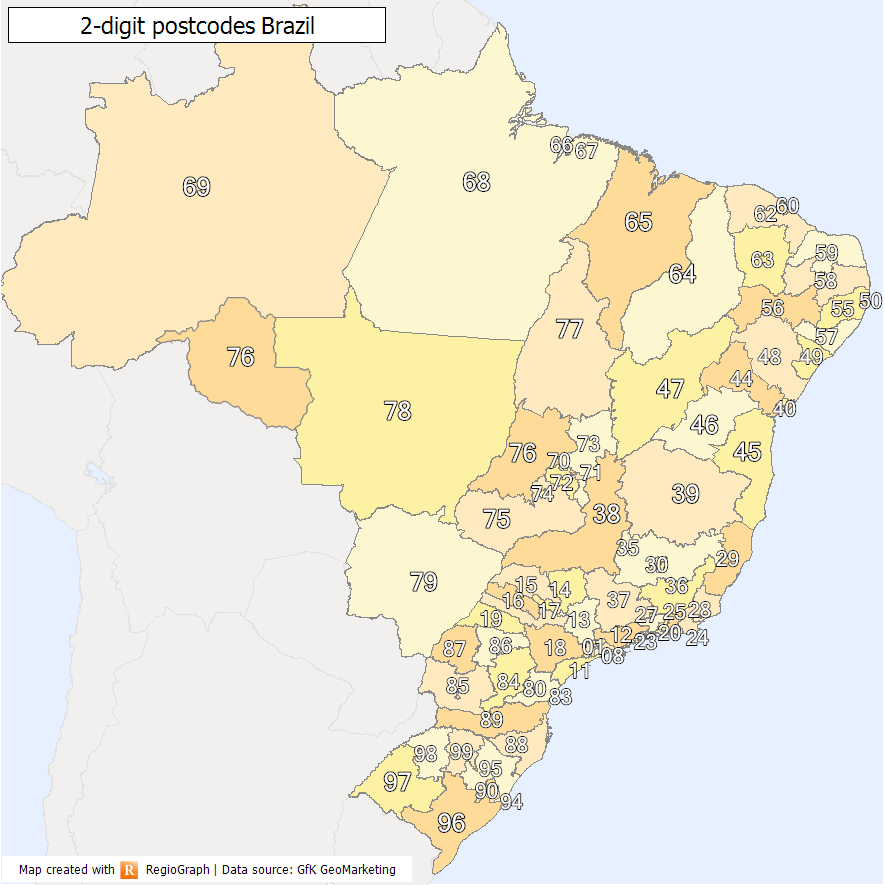
Mapa do Brasil de acordo com os dois primeiros dígitos de CEP.

O sistema de endereçamento postal ou Código de Endereçamento Postal (CEP) no Brasil foi criado com objetivo de organizar, agilizar e facilitar a postagem, localização e distribuição das correspondências de forma lógica. O sistema foi criado pela Empresa Brasileira de Correios e Telégrafos em maio de 1971, sendo divulgado à população em geral com a publicação do Guia Postal Brasileiro no mesmo ano. Até maio de 1992, os Códigos de Endereçamento Postal - conhecidos pela sigla CEP - de todo o Brasil tinham o formato 00000 (cinco dígitos). Na parte casos históricos estão exemplos casuísticos da implantação do sistema antigo de CEP.
Com o aumento da população, do volume de correspondências e da necessidade de criar mais códigos específicos para grandes receptores de correspondência, o sistema de CE  com cinco dígitos tornou-se insuficiente nas grandes cidades. Com isto, em maio de 1992, os Correios alteraram o formato dos códigos postais de todo o Brasil, que passaram a ter oito dígitos: 00000-000 (cinco dígitos - hífen - três dígitos), tendo essa mudança sido informada à população no mesmo ano, com a publicação do Guia Postal Brasileiro de 1992.

## Estrutura do CEP

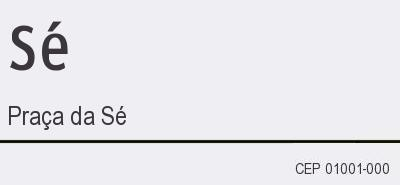
O primeiro código postal do Brasil (01001-000) está atribuído à Praça da Sé, em São Paulo, SP.

Sub-regiões de CEP de Minas Gerais

Os primeiros cinco dígitos têm a mesma função no sistema vigente nos anos 1970 e 80 e no atual: localizar a região, o estado, o município e a região ou o distrito. O bairro (na maioria dos casos) e a rua (ou, se grande receptor de correspondências, o condomínio, empresa etc.) passaram a ser identificados pelo sufixo de três dígitos acrescido aos códigos postais brasileiros em 1992.

### Componentes
- X0000-000: Região
- 0X000-000: Sub-região
- 00X00-000: Setor
- 000X0-000: Subsetor
- 0000X-000: Divisor de subsetor
- 00000-XXX: Sufixo de distribuição

### Zonas Postais e Faixas de CEP
O Brasil foi dividido em dez zonas postais, de 0 a 9, contadas a partir do estado de São Paulo, no sentido anti-horário. A divisão se deu de acordo com critérios populacionais e econômicos da época (1972), o que implicou algumas distorções existentes hoje.
A finalidade do CEP é racionalizar os métodos de separação da correspondência por meio da simplificação das fases dos processos de triagem, encaminhamento e distribuição, permitindo o tratamento mecanizado com a utilização de equipamentos eletrônicos de triagem.
| Zona Postal | Abrangência                            | Região                                    | Faixa de CEP                |
| ----------- | -------------------------------------- | ----------------------------------------- | --------------------------- |
| 0xxxx       | Região Metropolitana de São Paulo (SP) | São Paulo                                 | 01000 - 05999 08000 - 08499 |
| 0xxxx       | Região Metropolitana de São Paulo (SP) | SP Região Metropolitana de São Paulo      | 06000 - 07999 08500 - 09999 |
| 1xxxx       | Litoral e interior de SP               | SP Litoral                                | 11000 - 11999               |
| 1xxxx       | Litoral e interior de SP               | SP Interior                               | 12000 - 19999               |
| 2xxxx       | Rio de Janeiro (RJ)                    | Rio de Janeiro                            | 20000 - 23799               |
| 2xxxx       | Rio de Janeiro (RJ)                    | RJ Região Metropolitana do Rio de Janeiro | 23800 - 26599               |
| 2xxxx       | Rio de Janeiro (RJ)                    | RJ Interior                               | 26600 - 28999               |
| 2xxxx       | Espírito Santo (ES)                    | Vitória                                   | 29000 - 29099               |
| 2xxxx       | Espírito Santo (ES)                    | ES Região Metropolitana de Vitória        | 29100 - 29199               |
| 2xxxx       | Espírito Santo (ES)                    | ES Interior                               | 29200 - 29999               |
| 3xxxx       | Minas Gerais (MG)                      | Belo Horizonte                            | 30000 - 31999               |
| 3xxxx       | Minas Gerais (MG)                      | MG Região Metropolitana de Belo Horizonte | 32000 - 34999               |
| 3xxxx       | Minas Gerais (MG)                      | MG Interior                               | 35000 - 39999               |
| 4xxxx       | Bahia (BA)                             | Salvador                                  | 40000 - 42599               |
| 4xxxx       | Bahia (BA)                             | BA Região Metropolitana de Salvador       | 42600 - 43999               |
| 4xxxx       | Bahia (BA)                             | BA Interior                               | 44000 - 48999               |
| 4xxxx       | Sergipe (SE)                           | Aracaju                                   | 49000 - 49099               |
| 4xxxx       | Sergipe (SE)                           | SE Interior                               | 49100 - 49999               |
| 5xxxx       | Pernambuco (PE)                        | Recife                                    | 50000 - 52999               |
| 5xxxx       | Pernambuco (PE)                        | PE Região Metropolitana do Recife         | 53000 - 54999               |
| 5xxxx       | Pernambuco (PE)                        | PE Interior                               | 55000 - 56999               |
| 5xxxx       | Alagoas (AL)                           | Maceió                                    | 57000 - 57099               |
| 5xxxx       | Alagoas (AL)                           | AL Interior                               | 57100 - 57999               |
| 5xxxx       | Paraiba (PB)                           | João Pessoa                               | 58000 - 58099               |
| 5xxxx       | Paraiba (PB)                           | PB Interior                               | 58100 - 58999               |
| 5xxxx       | Rio Grande do Norte (RN)               | Natal                                     | 59000 - 59139               |
| 5xxxx       | Rio Grande do Norte (RN)               | RN Interior                               | 59140 - 59999               |
| 6xxxx       | Ceará (CE)                             | Fortaleza                                 | 60000 - 61599               |
| 6xxxx       | Ceará (CE)                             | CE Região Metropolitana de Fortaleza      | 61600 - 61999               |
| 6xxxx       | Ceará (CE)                             | CE Interior                               | 62000 - 63999               |
| 6xxxx       | Piauí (PI)                             | Teresina                                  | 64000 - 64099               |
| 6xxxx       | Piauí (PI)                             | PI Interior                               | 64100 - 64999               |
| 6xxxx       | Maranhão (MA)                          | São Luís                                  | 65000 - 65099               |
| 6xxxx       | Maranhão (MA)                          | MA Interior                               | 65100 - 65999               |
| 6xxxx       | Pará (PA)                              | Belém                                     | 66000 - 66999               |
| 6xxxx       | Pará (PA)                              | PA Região Metropolitana de Belém          | 67000 - 67999               |
| 6xxxx       | Pará (PA)                              | PA Interior                               | 68000 - 68899               |
| 6xxxx       | Amapá (AP)                             | Macapá                                    | 68900 - 68914               |
| 6xxxx       | Amapá (AP)                             | AP Interior                               | 68915 - 68999               |
| 6xxxx       | Amazonas (AM)                          | Manaus                                    | 69000 - 69099               |
| 6xxxx       | Amazonas (AM)                          | AM Interior                               | 69100 - 69299 69400 - 69899 |
| 6xxxx       | Roraima (RR)                           | Boa Vista                                 | 69300 - 69339               |
| 6xxxx       | Roraima (RR)                           | RR Interior                               | 69340 - 69399               |
| 6xxxx       | Acre (AC)                              | Rio Branco                                | 69900 - 69920               |
| 6xxxx       | Acre (AC)                              | AC Interior                               | 69921 - 69999               |
| 7xxxx       | Distrito Federal (DF)                  | Brasília                                  | 70000 - 70999               |
| 7xxxx       | Distrito Federal (DF)                  | DF Cidades-Satélites                      | 71000 - 72799 73000 - 73699 |
| 7xxxx       | Goiás (GO)                             | Goiânia                                   | 74000 - 74899               |
| 7xxxx       | Goiás (GO)                             | GO Região Metropolitana de Goiânia        | 74900 - 75199               |
| 7xxxx       | Goiás (GO)                             | GO Entorno do Distrito Federal            | 72800 - 72999               |
| 7xxxx       | Goiás (GO)                             | GO Interior                               | 73700 - 73999 75200 - 76799 |
| 7xxxx       | Rondônia (RO)                          | Porto Velho                               | 76800 - 76849               |
| 7xxxx       | Rondônia (RO)                          | RO Interior                               | 76850 - 76999               |
| 7xxxx       | Tocantins (TO)                         | Palmas                                    | 77000 - 77299               |
| 7xxxx       | Tocantins (TO)                         | TO Interior                               | 77300 - 77999               |
| 7xxxx       | Mato Grosso (MT)                       | Cuiabá                                    | 78000 - 78109               |
| 7xxxx       | Mato Grosso (MT)                       | MT Interior                               | 78110 - 78999               |
| 7xxxx       | Mato Grosso do Sul (MS)                | Campo Grande                              | 79000 - 79129               |
| 7xxxx       | Mato Grosso do Sul (MS)                | MS Interior                               | 79130 - 79999               |
| 8xxxx       | Paraná (PR)                            | Curitiba                                  | 80000 - 82999               |
| 8xxxx       | Paraná (PR)                            | PR Região Metropolitana de Curitiba       | 83000 - 83899               |
| 8xxxx       | Paraná (PR)                            | PR Interior                               | 83900 - 87999               |
| 8xxxx       | Santa Catarina (SC)                    | Florianópolis                             | 88000 - 88099               |
| 8xxxx       | Santa Catarina (SC)                    | SC Região Metropolitana de Florianópolis  | 88100 - 88179               |
| 8xxxx       | Santa Catarina (SC)                    | SC Interior                               | 88180 - 89999               |
| 9xxxx       | Rio Grande do Sul (RS)                 | Porto Alegre                              | 90000 - 91999               |
| 9xxxx       | Rio Grande do Sul (RS)                 | RS Região Metropolitana de Porto Alegre   | 92000 - 94999               |
| 9xxxx       | Rio Grande do Sul (RS)                 | RS Interior                               | 95000 - 99999               |

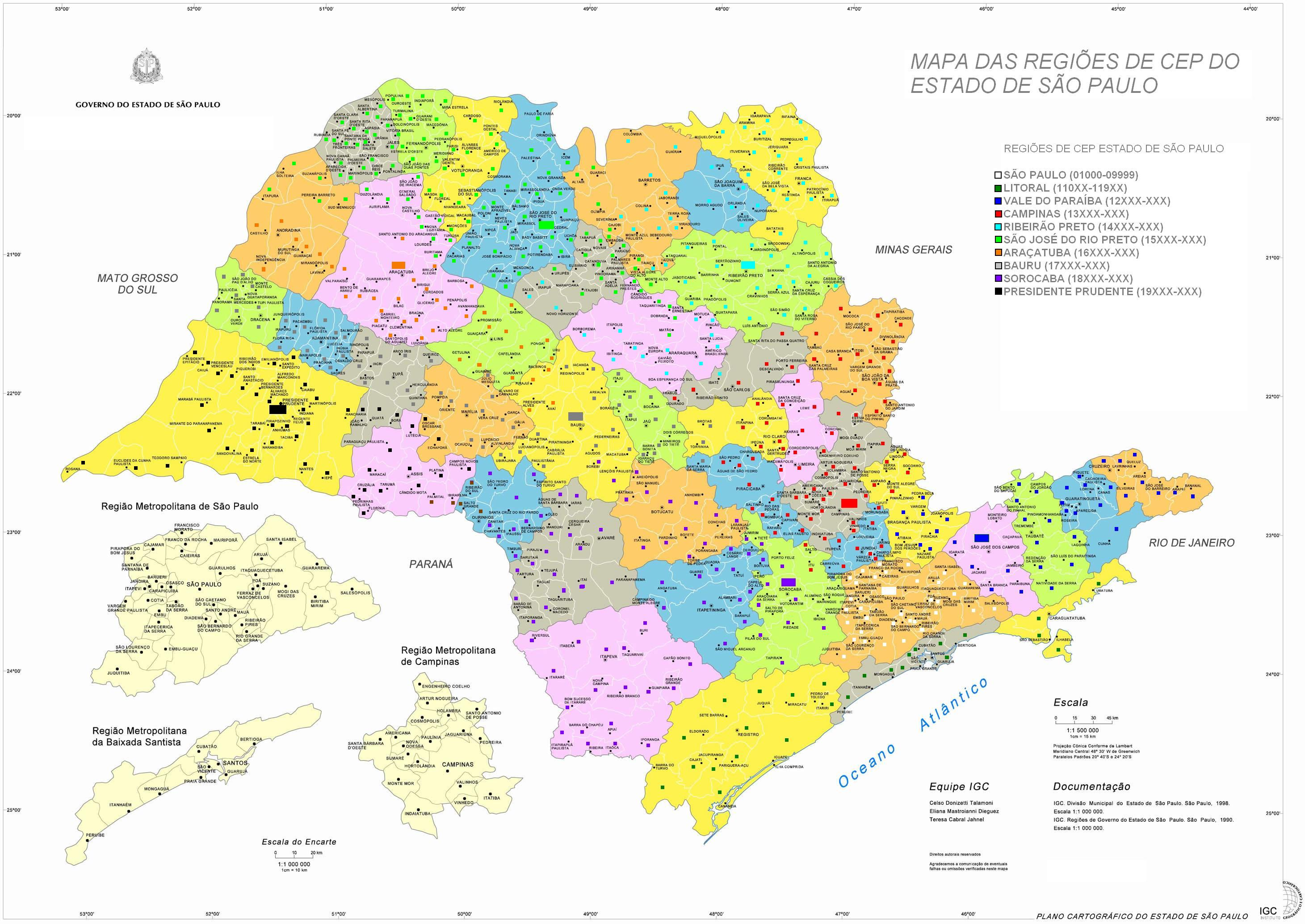
Mapa das Regiões de CEP de São Paulo.

Observação: Apenas localidades com mais de 50.000 habitantes residentes na área urbana têm CEPs por logradouro (Ruas, Avenidas, Alamedas, Travessas, etc., havendo em certas avenidas ou ruas mais de um CEP). Quando o município não tem CEP por logradouro, o CEP dito genérico (seguido do número -000) é usado, por exemplo: Capão da Canoa, Rio Grande do Sul, tem o CEP 95555-000. 
Em agosto de 2008, o estado de Rondônia teve a sua faixa alterada de 78800-78999 para 76800-76999, com a redução da faixa final de Goiás de 76999 para 76799.

### Sufixos
Os três algarismos após o hífen são denominados de sufixo e destinam-se à identificação individual de localidades de baixa demanda (CEP genérico), logradouros (CEP comum) ou lotes de grandes receptores (CEP especial), conforme a seguinte convenção numérica relativa a faixas de sufixo:
| Tipo     | Faixa     | Uso         | Descrição |
| -------- | --------- | ----------- | --- |
| comum    | 000 a 899 | logradouros | Designa localidades codificadas por logradouros. Cada logradouro pode ter um CEP específico e exclusivo para si, como pode ter alguns, divididos por segmentos do logradouro ou para os lados par e ímpar ou reunindo as duas condições. Geograficamente cada sufixo está designando um conjunto de (uma ou mais) faces de quadra contíguas. Em municípios codificados por logradouros o sufixo 899 designa, com algumas exceções, as áreas rurais. |
| especial | 900 a 999 | diversos    | Usos e designações especiais: - 900 a 959: designam grandes receptores de correspondências (condomínios, empresas, instituições, etc.). Normalmente esse tipo de destinatário recebe as correspondências em malotes entregues por carteiros motorizados. Geograficamente um sufixo desses designa o lote ocupado pelo grande receptor. - 960 a 969: próprio para promoções comerciais. - 970 a 989: similar a grandes receptores, mas específico para Unidades dos Correios que prestam Serviço de Caixas Postais (CxP). Geograficamente um sufixo desses designa o lote ocupado pela Unidade que abriga a CxP (ou a rigor o ponto no interior do lote onde se encontram as caixas). - 990 a 998: grandes receptores do meio rural, cada qual designando uma Caixa Postal Comunitária (CPC). Geograficamente um sufixo desses designa o lote que abriga a CPC. - 999: para serviços internos de carta, cartão, envelope, encomenda resposta. |

### Exemplo de construção de CEP
| Carlo Rossi Avenida João Jorge, 112 ap.31 Vila Industrial[4] Campinas, SP 13035-680 | - 1XXXX: Região 1 - "litoral e interior de São Paulo" - 13XXX: Sub-Região 13 - "regiões do interior de São Paulo" - 130XX: Setor 130 - "Região de Campinas" - 1303X: Subsetor 1303 - "Região Sul de Campinas" (São Bernardo, Vila Industrial, Parque Industrial, etc.); - 13035: Divisor de subsetor 13035 - "Vila Industrial". - -680: Sufixo de distribuição 680 - atribuição arbitrária à Avenida João Jorge, dentro do 13035. |
NOTAS:
- "litoral" é a faixa 110XX-119XX e "interior"  a faixa 12XXX-19XXX.
- as regiões do interior de São Paulo são 12XXX (Vale do Paraíba), 13XXX (Campinas), 14XXX (Ribeirão Preto), 15XXX (São José do Rio Preto), 16XXX (Araçatuba), 17XXX (Bauru), 18XXX (Sorocaba)  e 19XXX (Presidente Prudente);
- a "Região de Campinas" é 130xx (Campinas), 131XX (Campinas e parte da Região Metropolitana de Campinas), 132XX (Jundiaí, … 139XX (Amparo).

### Entidades geográficas designadas pelo CEP
Do ponto de vista geográfico, até 1992, o CEP podia ser entendido como um código numérico para a designação de grandes áreas urbanas, formalmente identificando área de "Divisor de Subsetor" nos códigos de 5 dígitos. Desse modo fazia sentido a representação (alternativa) dos CEPs através de mapas.
Com a inclusão dos 3 dígitos de sufixo, o CEP, por ser um recurso de apoio logístico nas entregas, passou a designar elementos mais arbitrários, sem uma representação em mapa.
Para fins de geocodificação, todavia, mesmo sem uma representação oficial, o CEP pode ser conceituado como entidade geográfica condicionada ao seu tipo.
Em particular o CEP comum (sufixos de 001 a 899) designa, como exposto acima, uma região delimitada por um conjunto de  faces de quadra.

CEP comum - Quadras e suas faces
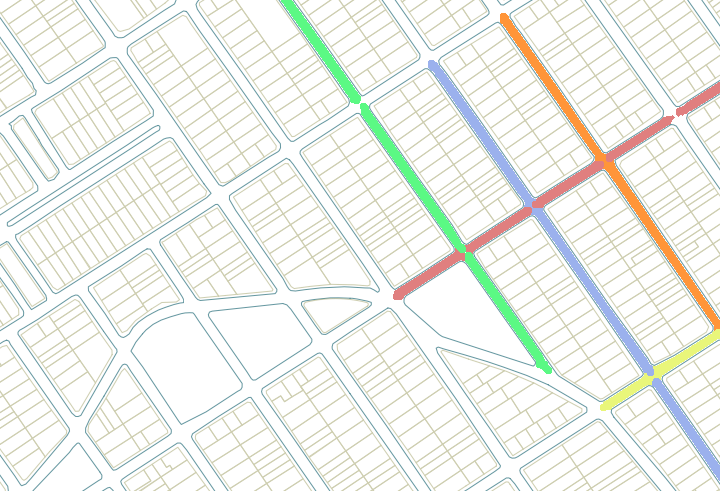
Quadras cercadas por ruas. Supor cada rua um CEP comum diferente.
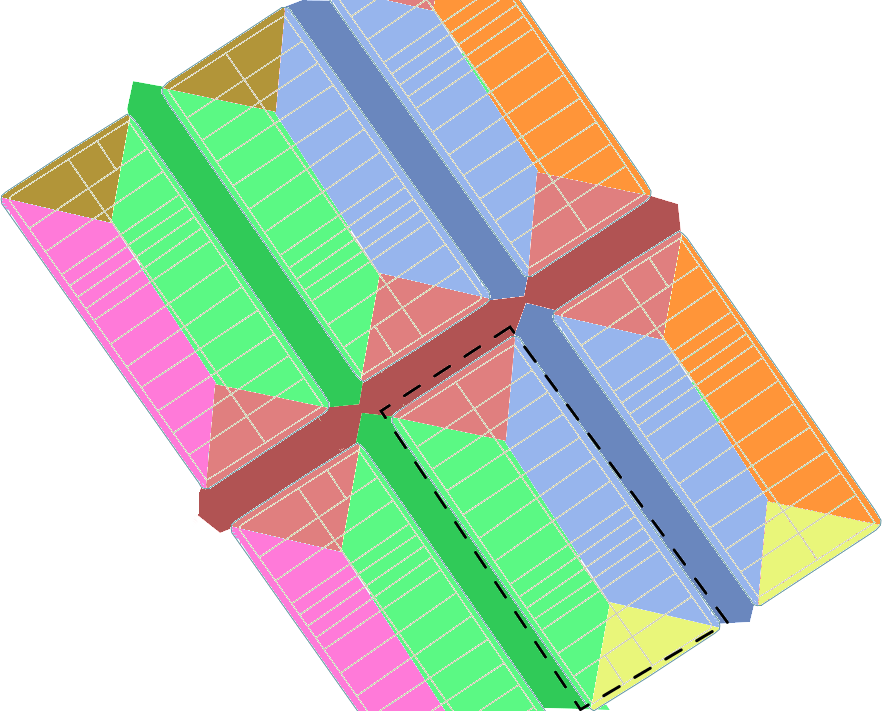
Faces de quadra e sua extensão entre quadras. Mesmas cores (polígonos) indicam mesmo CEP.
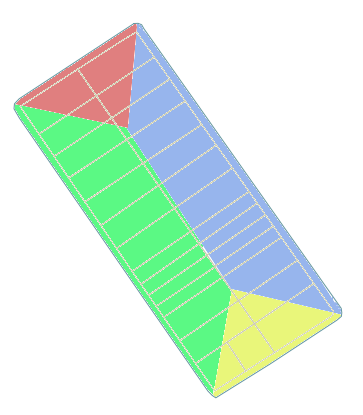
Faces de quadra e sua extensão no interior da quadra. Cada cor um CEP.

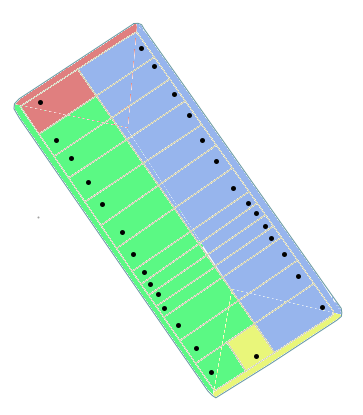
É possível espacializar o CEP comum por meio do lote, mas isso geraria inconsistências no tempo, em lotes com zero ou com mais de um ponto de entrega.

Sumarizando:  um dado CEP, conforme seu tipo, é o identificador único de uma localização geográfica, que conforme o tipo pode ser,
- CEP comum: área geográfica de parque ou praça; ou, nos demais tipos de logradouro, de um conjunto de faces de quadra contíguas relativas ao logradouro.
- CEP especial : área geográfica ocupada pelo lote do grande receptor (correntemente designado pelo CEP).
- CEP genérico: área geográfica do Divisor de Subsetor.

NOTA: a associação da "região do CEP" a um lote é natural do CEP especial, mas nem sempre faz sentido no caso de CEP comum.
O endereço é uma característica do ponto de acesso ao lote a partir da rua (ilustração), de modo que o endereço é um ponto.  Um terreno vazio possui zero pontos de acesso definidos, ao passo que lotes de parques e shopping centres, por exemplo, podem ter mais de uma entrada, e/ou mais de um ponto de entrega.
Residências comuns, com frequência, possuem somente uma entrada principal, a qual também funciona como ponto de endereçamento. Disso não se pode induzir que todo lote é assim.
Estender o atributo de um ponto ao lote inteiro gera inconsistências temporais (ex. quando um lote de esquina muda sua entrada para a  outra rua) e espaciais (lotes com 0, 2, ou mais pontos de entrega).

## Quantidade de combinações
Quantos CEPs podem ser formados para logradouros codificados no Brasil? 90000000 ou 9.107 CEPs
Para cada região e divisão de subsetor:
- Região x sub-região x setor x subsetor x divisor de subsetor = 10 x 10 x 10 x 10 x 10 = 105
- O primeiro sufixo tem: [0,8] = 9 algarismos
- O segundo sufixo: [0,9] = 10 algarismos
- E o terceiro: [0,9] = 10 algarismos
- Formando: 9 . 10 . 10 . 105 = 9.107 = 90000000 CEPs

### Distorções
Como já foi dito anteriormente, o sistema de códigos postais do Brasil foi criado em 1971 obedecendo aos critérios populacionais e econômicos da época. Procurou-se estabelecer uma hierarquia entre as cidades, atribuindo faixas muito extensas - de 800 a 5000 números - de CEP às grandes capitais; faixas grandes - de 30 a 300 números - às demais capitais e aos municípios-polo em suas regiões ou pertencentes à região metropolitana das capitais, e faixas menores - de 1 a 30 números - aos demais municípios.
Entretanto, a situação demográfica sofreu alterações consideráveis desde então e muitos municípios que eram os mais importantes de suas regiões passaram essa condição para outros, hoje mais populosos e que têm de usar uma faixa menor de CEP tendo mais endereços e ruas a catalogar.
- Uberlândia é o exemplo mais forte disso: em 1971, Uberaba era a maior e mais importante cidade do Triângulo Mineiro e recebeu a faixa 38000-38099, mas Uberlândia desde então cresceu muito mais que Uberaba e ficou com uma faixa muito menor de códigos postais: 38400-38415.
- Com São José dos Campos acontece algo semelhante: Taubaté era a cidade mais importante do Vale do Paraíba em 1971, recebendo a faixa 12000-12119, enquanto São José dos Campos recebeu a faixa 12200-12249, mas esta cidade cresceu muito em função de seu parque industrial e tornou-se muito mais populosa que Taubaté, ficando com uma faixa menor.
- O mesmo acontece com São Carlos, a cidade cresceu muito em função de seu parque industrial, tecnológico e setor de serviços, tornando-se muito mais populosa do que antes, não possuindo a numeração de Estrutura Setor, ficando assim com uma faixa menor (13560-13577).
- Com Franca ocorreu algo similar, apesar da cidade ter recebido numeração de setor. Enquanto Batatais recebeu uma faixa maior (indo de 14300-14339), Franca, por conta de seu enorme crescimento no decorrer da década de 1970 até hoje e com mais municípios alocados no setor, acabou tendo sua numeração limitada a uma faixa bem menor (14400-14414).

O estado de Rondônia é outro exemplo. Em 1971, Rondônia ainda estava na condição de território, com uma população muito pequena e recebeu a faixa 78900-78999. Mas Rondônia tornou-se estado, sua população cresceu muito e a faixa original teve de ser ampliada e alterada para 76800-76999.
A base de dados dos Correios com a relação dos CEPs com bairros, cidades e estados relacionados foi por muito tempo gratuita para qualquer cidadão no site dos Correios, mas agora chama-se e-DNE ou Diretório Nacional de Endereços, que pode ser comprada no site dos Correios. O diagrama da base sendo vendida pode ser visto aqui: .

### Casos históricos

#### São Paulo
Até 1971, o município de São Paulo era dividido, pelo então Departamento de Correios e Telégrafos, em zonas postais (ZP). Elas eram na verdade pouco conhecidas da população em geral, e deve ainda ser levado em consideração que a maioria das ruas da cidade não dispunha, àquela época, de serviço de entrega domiciliar dos correios.
As zonas postais de São Paulo eram:
- ZP 1 - na região da Sé, que atendia cerca de 70 logradouros do Centro da cidade;
- ZP 2 - atendia cerca de 100 logradouros das regiões de Santa Ifigênia, Vila Buarque e da área próxima ao Mercado Municipal;
- ZP 3 - cerca de 160 logradouros, na Consolação, Bela Vista e Liberdade;
- ZP 4 - cerca de 150 logradouros, espalhados pela Barra Funda, Higienópolis, arredores da Avenida Nove de Julho e Avenida São Luís (Centro);
- ZP 5 - atendia cerca de 200 logradouros na região dos Jardins e no Sumaré;
- ZP 6 - cerca de 280 logradouros no Brás e no Pari;
- ZP 7 - aproximadamente 460 logradouros no Belenzinho, no Tatuapé e na Vila Maria;
- ZP 8 - cerca de 480 logradouros da Vila Mariana e da Saúde;
- ZP 9 - cerca de 370 logradouros de Pinheiros e do Butantã;
- ZP 10 - aproximadamente 350 logradouros na Lapa e em Perdizes;
- ZP 11 - atendia partes do Ipiranga e da Vila Prudente;
- ZP 12 - cobria cerca de 150 logradouros no Cambuci e na Aclimação;
- ZP 13 - atendia partes da Mooca, do Alto da Mooca e da Água Rasa;
- ZP 14 - atendia partes de Santana e da Vila Guilherme;
- ZP 15 - servia cerca de 130 logradouros na Vila Nova Conceição e no Itaim Bibi;
- ZP 16 - cerca de 290 logradouros na Penha;
- ZP 17 - aproximadamente 100 logradouros no Brooklin e Campo Belo;
- ZP 18 - na área central de Santo Amaro;
- ZP 19 - atendia parte da Vila Carrão;
- ZP 20 - servia parte do Tucuruvi;
- ZP 21 - cerca de 70 logradouros de Indianópolis (hoje em dia geralmente chamado de Moema);
- ZP 22 - cobria apenas 30 logradouros, divididos entre São Miguel Paulista e a Freguesia do Ó;
- ZP 23 - servia cerca de 160 logradouros no Bom Retiro, na Luz e na Casa Verde.

Em 1970, a Empresa Brasileira de Correios iniciou, em São Paulo, a utilização do CEP, cujo objetivo é atender a totalidade da área urbana das diferentes localidades.
São Paulo passou a ser subdividida por nova numeração, com os CEPs se iniciando sempre por "0", e com os setores postais classificados conforme segue:
- 010xx - Centro (Sé e República)
- 011xx - Bom Retiro
- 012xx - Vila Buarque e Sumaré
- 013xx - Consolação
- 014xx - Jardins
- 015xx - Liberdade
- 020xx - Santana e Vila Guilherme
- 021xx - Vila Maria
- 022xx - Jaçanã e Tucuruvi
- 023xx - Tremembé
- 024xx - Mandaqui
- 025xx - Casa Verde
- 026xx - Cachoeirinha
- 027xx - Limão
- 028xx - Brasilândia
- 029xx - Freguesia do Ó e parte do Jaraguá
- 030xx - Brás e Parque São Jorge
- 031xx - Mooca e parte de Vila Prudente
- 032xx - São Lucas
- 033xx - Anália Franco e Vila Formosa
- 034xx - Carrão e Aricanduva
- 035xx - Vila Matilde
- 036xx - Penha
- 037xx - Cangaíba
- 038xx - Ermelino Matarazzo
- 039xx - São Mateus
- 040xx - Vila Mariana (oeste) e Moema
- 041xx - Vila Mariana (leste) e Saúde
- 042xx - Ipiranga
- 043xx - Jabaquara
- 044xx - Cidade Ademar
- 045xx - Itaim Bibi
- 046xx - Campo Belo
- 047xx - Santo Amaro
- 048xx - Cidade Dutra, Grajaú e Parelheiros
- 049xx - Guarapiranga
- 050xx - Lapa e Perdizes
- 051xx - São Domingos , Pirituba e Jaraguá
- 052xx - Perus
- 053xx - Jaguaré e Leopoldina
- 054xx - Pinheiros
- 055xx - Butantã (Raposo Tavares)
- 056xx - Morumbi
- 057xx - Campo Limpo
- 058xx - Capão Redondo
- 059xx - utilizado apenas para endereços comerciais de promoções de empresas
- 060xx a 079xx - outros municípios da Grande São Paulo
- 080xx - São Miguel
- 081xx - Itaim Paulista
- 082xx - Itaquera
- 083xx - São Rafael
- 084xx - Guaianases
- 085xx a 099xx - outros municípios da Grande São Paulo.

#### Rio de Janeiro
Até 1975, a cidade do Rio de Janeiro era dividida, pelo então Departamento de Correios e Telégrafos, em zonas de correio (ZC), que em algumas vezes eram atribuídas para pequenos trechos das principais vias comerciais.
Alguns exemplos das antigas Zonas de Correio são:
- ZC 00 - nas imediações da Praça Pio X
- ZC 01 - nos bairros da Glória, Cosme Velho, Laranjeiras e Catete
- ZC 02 - em Botafogo
- ZC 07 - em Copacabana
- ZC 11 - na Vila Isabel, no Grajaú e no Andaraí
- ZC 20 - nos bairros de Leblon, Gávea, Jardim Botânico
- ZC 21 - para o trecho da Avenida Rio Branco em torno do número 110
- ZC 28 - na ilha de Paquetá
- ZC 32 - na Ilha do Governador
- ZC 37 - em Ipanema
- ZC 58 - nas imediações da Praça da República
- ZC 82 - na Urca
- ZC 89 - em Jacarepaguá.

Esse sistema perdurou até 1975, pois mesmo depois da implantação do CEP com cinco dígitos para as localidades do Brasil e para os logradouros da cidade de São Paulo, em 1970, a correspondência destinada à cidade do Rio de Janeiro tinha o formato CEP 20000 - ZC 00.
A partir de 1975 a cidade foi dividida em diferentes setores postais, e os bairros foram numerados de 20000 a 23700.
Exemplos:
- 200xx - Centro
- 202xx - Rio Comprido
- 20397 - Ilha de Paquetá
- 205xx - Grajaú
- 208xx - São Cristóvão
- 210xx - Méier
- 220xx - Copacabana
- 222xx - Flamengo
- 230xx - Bangu
- 237xx - Santa Cruz

Em 1991, como no resto do país, os códigos postais dos logradouros da cidade do Rio de Janeiro
passaram também para o formato de oito dígitos 20000-000.

### Consulta CEP
Existem ferramentas que permitem obter o endereço a que uma numeração de CEP pertence, contendo o estado, município, o logradouro e a faixa de numeração neste logradouro a que a numeração do CEP pertence. Assim como, pode-se obter a numeração de CEP a partir de um endereço informado. 

Os Correios fornecem uma ferramenta para tal em seu website. Existem também outros websites que fornecem especificamente este tipo de serviço como por exemplo o CEPS.XYZ ou o CEP Brasil